# Agnes Neuerer
Agnes Neuerer es una deportista austríaca que compitió en luge. Ganó una medalla de bronce en el Campeonato Mundial de Luge de 1959, en la prueba individual.

## Palmarés internacional
| Campeonato Mundial | Campeonato Mundial        | Campeonato Mundial | Campeonato Mundial |
| Año                | Lugar                     | Medalla            | Prueba             |
| ------------------ | ------------------------- | ------------------ | ------------------ |
| 1959               | Villard-de-Lans (Francia) | Medalla de bronce  | Individual         |